# 梁東暉
梁 東暉（ヤン・ドンフィ、朝鮮語: 양동휘、1934年4月8日 - ）は、大韓民国の言語学者。　
1957年にソウル大学校を卒業したあと、1964年に『シェイクスピアの作品におけるハムレットとブルータスの人物比較研究（原文: A Comparative character study of Hamlet and Brutus in Shakespeare's works）』という論文により同校大学院で碩士（日本の修士に相当）を取得した。1969年にハワイ大学にてもう一度修士を取得し、そして1973年に『韓国語の主題化と関係化（原文: Topicalization and Relativization in Korean）』という論文によりインディアナ大学にて博士号を取得した。その後、帰国したあとは梨花女子大学校の教授を務め、ソウル大学校の英語英文学科教授を歴任した。現在はソウル大学校名誉教授である。

## 著書
- 論理形態（原文: 논리형태）
- 文法論（原文: 문법론）ISBN 9788977351691
- 生成文法の探究（原文: 생성문법의 탐구）ISBN 9788977350731
- 最小理論の展望（原文: 최소이론의 전망）
- 最小主義理論（原文: 최소주의 이론）ISBN 9788934805144
- 最小主義仮説（原文: 최소주의 가설）
- 支配・結束理論の基礎（原文: 지배 - 결속 이론의 기초）
- 英文法概論（原文: 영문법개론）
- 現代言語学（原文: 현대언어학[1]）
- 英語音声学（原文: 영어음성학）

など